# 科维里修道院

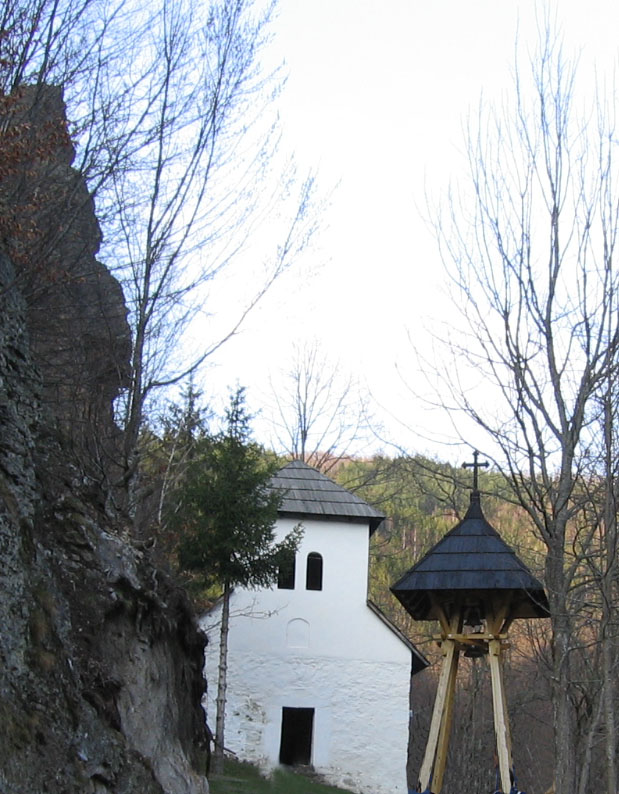
科维里修道院Манастир Ковиљe

科维里修道院（Манастир Ковиљe），是一座隸屬塞爾維亞正教會的修道院，位于伊萬尼察的Kovilje，屬Žiča教区。 周邊地理環境是坐落於Golija和Javor山間的Nošnica河谷。修道院範圍內有两个教堂，其中一個部分在洞穴裡，專用於供奉天使加百列，后來添加用作供奉圣尼古拉。
修道院创建于12世纪，於1644年重建，根據1733年记录該修道院是為用於教育用途而建立。
現任修道院院长是年轻的塞尔维亚正教會的修士司祭Amvrosije。

## 画廊
|  |  |  |  |